# Badische Automobilfabrik Heim & Co.

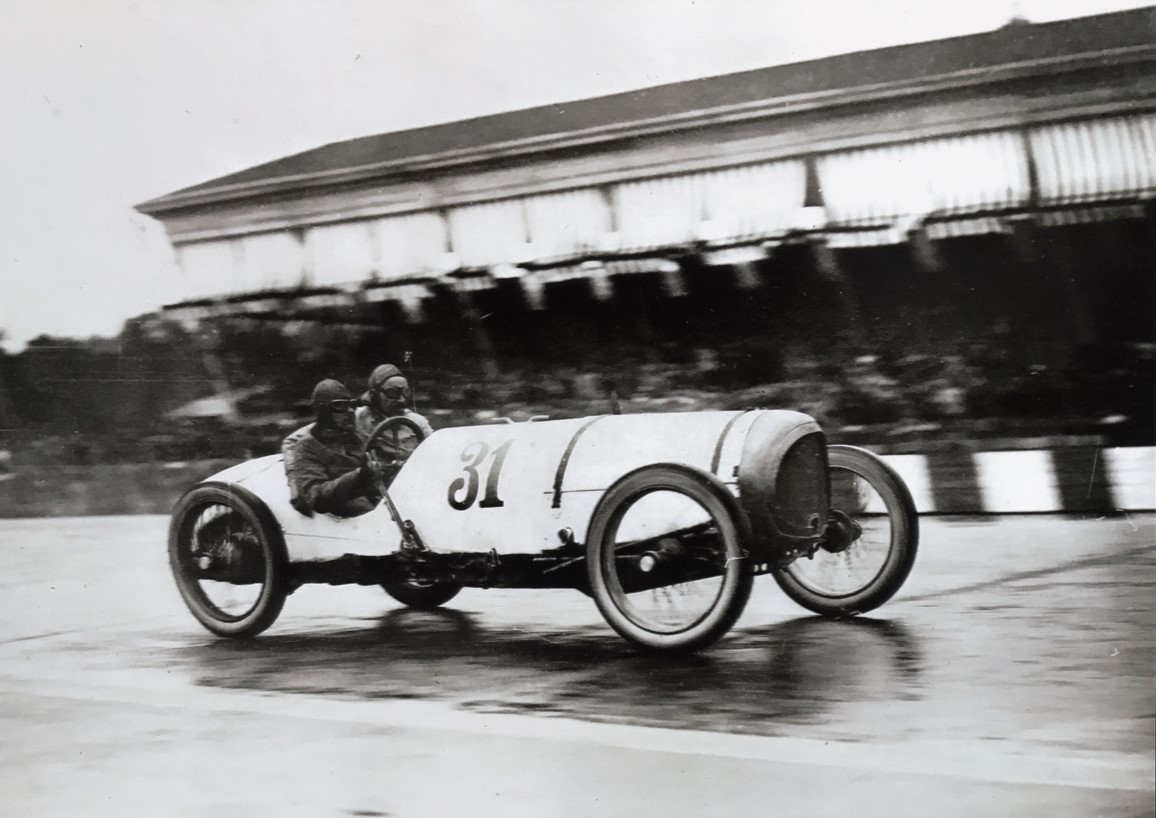
Rennwagen von Heim

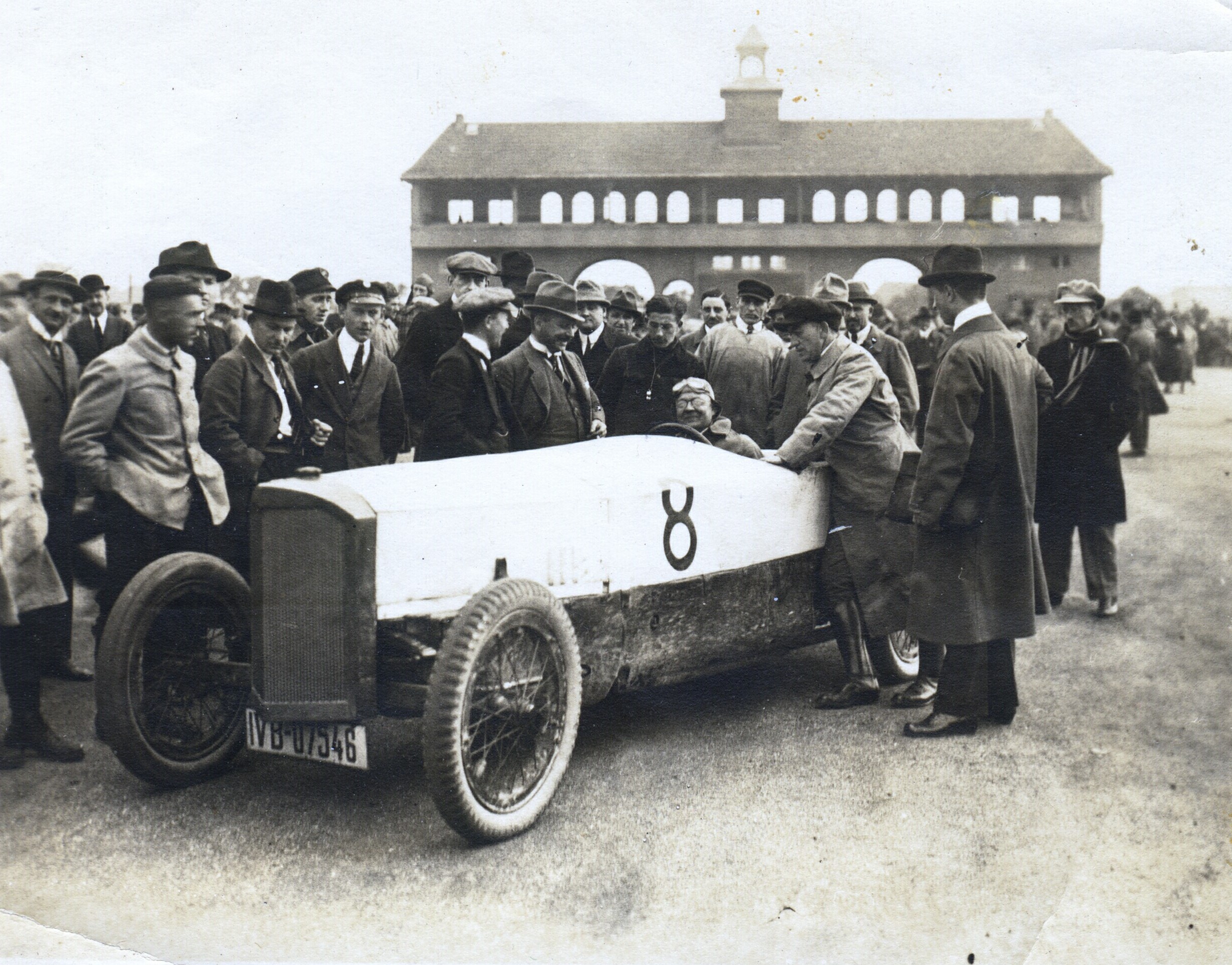
Heim 6/18

Die Heim & Cie  Badische Automobilfabrik Mannheim (Synonym Heim & Co) war ein deutscher Automobilhersteller in Mannheim. Gegründet wurde das Unternehmen im Jahr 1920 vom Mechanikermeister Franz Heim, der vorher bei Benz & Cie. beschäftigt war.

## Geschichte
Franz Heim war mit 14 Jahren der zweite Lehrling, der bei Benz eingestellt wurde. Später war er als Rennfahrer für Benz tätig. 1911 machte er sich selbständig mit Verkauf und Reparatur von Autoreifen. Kurz darauf dehnte er sein Geschäft auch auf die Reparatur von Autos aus und übernahm 1913 die Räumlichkeiten eines Pferdekutschen-Herstellers im Mannheimer Stadtteil Lindenhof. Hier begann er bereits nebenbei den Bau eines kleinen, zweisitzigen Autos. Dann aber brach der Erste Weltkrieg aus und Franz Heim wurde für die gesamte Dauer des Kriegs Soldat.
Nach dem Krieg gründete er die Badische Automobilfabrik Heim & Co. OHG mit Oskar Eberle, dem Bruder seiner Frau, und dem Ingenieur Jakob Stengel als weiteren Teilhabern. Das Geld dafür hatte überwiegend Heims Werkstatt unter Leitung seiner Frau mit der Reparatur von Armee-Lastwagen erwirtschaftet. Durch die vorangegangenen Kontakte mit der Firma Benz konnten von dort Mitarbeiter abgeworben und so schnell ein hohes Qualitätsniveau erreicht werden. Zunächst verlief die Autoproduktion mit etwa 24 Fahrzeugen pro Monat erfolgreich. Ab 1924 aber verschlechterte sich die wirtschaftliche Situation der Firma, u. a. weil durch die Inflation zunehmend nicht mehr die finanziellen Verpflichtungen eingehalten werden konnten. Auch bekam Heim schwere Herz-Probleme. Er nahm sich schließlich 1926 das Leben.
1928 stellte die Firma Heim ihren Betrieb ein, nachdem 1927 und 1928 auch noch in geringer Anzahl Fahrzeuge mit Sechs- bzw. Achtzylindermotoren aus amerikanischer Produktion montiert worden waren.

## Fahrzeuge
Gebaut wurden Tourenwagen, die mit Vierzylindermotoren mit 6/20 PS (1570; cm³, 20 PS, 14,7 kW) oder 8/30 PS (2087 cm³, 30 PS, 22 kW) von Basse & Selve ausgestattet waren.
Ab 1922 gab es den Einheitstyp 8/40 PS, der einen Vierzylinder-Reihenmotor mit 2,087 l Hubraum und Königswelle hatte, der eine Leistung von 40 PS (29 kW) entwickelte und den Tourenwagen bis auf 130 km/h beschleunigte. Dieses Modell wurde bis 1926 gebaut.
1924 erschienen zwei Sechszylinder-Modelle: Der 9/60 PS mit 2385 cm³ Hubraum und 60 PS und der wohl nur als Rennwagen gebaute 8/80 PS mit 1995 cm³ Hubraum und 80 PS. Auch diese beiden Typen wurden bis 1926 (allerdings in wohl nur geringen Stückzahlen) gebaut.

## Rennsport
Franz Heim baute auch einige Rennwagen, die er unter anderem auch bei einigen Grand-Prix-Rennen an den Start brachte. So trat er beispielsweise mit zwei Fahrzeugen beim Großen Preis von Italien 1922 auf dem Autodromo di Milano in Monza an. Jedoch erreichte weder er selbst noch Reinhold Stahl das Ziel. Alle Renneinsätze sind unter Franz Heim aufgeführt.
Heim-Fahrzeuge traten Anfang der 1920er-Jahre auch in diversen lokalen Rennen an, meist mit dem Firmenmitinhaber Oskar Eberle am Steuer.
| Datum         | Renntyp     | Platz | Ort                                      | Fahrer                                                       | Wagentyp  | Nr.     |
| ------------- | ----------- | ----- | ---------------------------------------- | ------------------------------------------------------------ | --------- | ------- |
| 1. Okt. 1922  | Bergrennen  | –     | Krähbergrennen                           | Arthur Henney                                                |           |         |
| 16. Sep. 1923 | Bergrennen  |       | Selbecker Bergrennen                     |                                                              |           |         |
|               | Bergrennen  | 3     | Pattberg (Dortmund) Industriefahrer 8 PS |                                                              |           |         |
| 1924          | Rundstrecke |       | Taunus 24-Stunden-Fahrt                  |                                                              | Heim 8/80 |         |
| 1924          | Bergrennen  |       | Krähbergrennen                           | Carl Ziegler, Mannheim                                       |           | 17      |
| 1924          | Rundstrecke |       | Solitude-Rennen (Stuttgart)              |                                                              |           |         |
| 10. Mai 1925  | Rundstrecke | 1 2 3 | Dreieckfahrt Speyer Tourenwagen bis 8 PS | Oskar Eberle, Mannheim Feldmann, Ludwigshafen Born, Mannheim | Heim 8/40 | 153 156 |
| 23. Aug. 1925 | Rundstrecke | DNA   | Taunus-Rennen                            | Jacob Stengel                                                |           |         |
| 11. Okt. 1925 | Bergrennen  | 1     | Zweibrücken                              | Oskar Eberle                                                 | Heim 8/80 |         |
| 1925          | Flachrennen |       | Speyer                                   |                                                              | Heim 8/40 | 20      |
| 1925          | Rennen      |       | Solitude-Rennen (Stuttgart)              | Bäuerle, Frankfurt                                           | Heim 8/80 |         |